# Vianges
Vianges ist eine französische Gemeinde mit 36 Einwohnern (Stand 1. Januar 2022) im Département Côte-d’Or in der Region Bourgogne-Franche-Comté. Sie gehört zum Arrondissement Beaune und zum Kanton Arnay-le-Duc.

## Lage
Nachbargemeinden sind Censerey im Norden, Diancey und Marcheseuil im Osten, Bard-le-Régulier im Süden und Brazey-en-Morvan im Westen. An der nordöstlichen Gemeindegrenze verläuft das Flüsschen Suze, das hier auch noch Ruisseau de Liernais genannt wird.

## Bevölkerungsentwicklung
| Jahr                       | 1962 | 1968 | 1975 | 1982 | 1990 | 1999 | 2008 | 2015 |
| -------------------------- | ---- | ---- | ---- | ---- | ---- | ---- | ---- | ---- |
| Einwohner                  | 101  | 105  | 81   | 65   | 50   | 61   | 73   | 47   |
| Quellen: Cassini und INSEE |      |      |      |      |      |      |      |      |